# هیرویوکی تاکاهاشی
هیرویوکی تاکاهاشی (ژاپنی: 高橋 宏幸؛ زادهٔ ۶ مهٔ ۱۹۸۳) یک بازیکن فوتبال اهل ژاپن است.
از باشگاه‌هایی که در آن بازی کرده‌است می‌توان به باشگاه فوتبال توکیو وردی اشاره کرد.